# Fabienne In-Albon
Fabienne In-Albon (nascida em 5 de setembro de 1986) é uma golfista profissional suíça.
Se tornou profissional em 2012 e jogou nas LET Access Series (LETAS).
Fabienne irá representar a Suíça no jogo por tacadas individual feminino do golfe nos Jogos Olímpicos de Verão de 2016, no Rio de Janeiro, Brasil.